# August Knemeyer
August Knemeyer (* 4. August 1928 in Laer, Kreis Iburg; † 7. Oktober 2011 ebenda) war ein deutscher Politiker (CDU) und Mitglied des Niedersächsischen Landtages.

## Leben
Nach dem Besuch der Volksschule in Laer und der Realschule in Dissen am Teutoburger Wald absolvierte Knemeyer sechzehn Monate Kriegsdienst und kam, noch nicht 15-jährig, ein halbes Jahr in Kriegsgefangenschaft. Er absolvierte eine Lehre als Uhrmacher im Geschäft seines Vaters, zudem eine Optikerlehre und zog im Rahmen seiner Gesellenwanderung nach Frankfurt, in das Ruhrgebiet, nach München und nach Berlin. Er legte eine Meisterprüfung als Uhrmacher ab, besuchte die Berliner Fachschule für Augenoptik und schloss dort als staatlich geprüfter Augenoptiker und Optikermeister ab.
Von seinem Vater übernahm er den Familienbetrieb im Jahr 1960. Im gleichen Jahr trat er der CDU bei und wurde 1961 Mitglied des Rates und Bürgermeister in der Gemeinde Laer. Im Jahr 1964 wurde er in den Kreistag gewählt, wo er im Jahr 1968 den Vorsitz der CDU-Fraktion für den Landkreis Osnabrück übernahm. Er war leitendes Mitglied verschiedener Organisationen, darunter der Verwaltungsrat der Kreissparkasse Osnabrück, der Vorstand der Allgemeinen Ortskrankenkasse Osnabrück-Land und des Wasserbeschaffungsverbandes Osnabrück-Süd.
Knemeyer war vom 21. Juni 1974 bis 20. Juni 1990 Mitglied des Niedersächsischen Landtages (8. bis 11. Wahlperiode).
Er war verheiratet und hatte drei Kinder.